# Fábio da Silva Azevedo
Fábio da Silva Azevedo, genannt Fabinho, (* 12. Januar 1970 in Rio de Janeiro) ist ein ehemaliger brasilianischer Fußballspieler. Er gewann in seiner Karriere verschiedene nationale sowie internationale Meisterschaften.
Der Spieler trat hauptsächlich für den CR Flamengo aus Rio de Janeiro an. Er soll hier in verschiedenen Wettbewerben 253 Spiele bestritten und neun Tore erzielt haben. Seinen größten Erfolg feierte er aber 1997 mit dem Cruzeiro EC aus Belo Horizonte beim Gewinn der Copa Libertadores 1997. Im selben Jahr war er Teil der Mannschaft von Cruzeiro die im Finale des Weltpokals Borussia Dortmund unterlag.

## Erfolge
Flamengo
- Copa São Paulo de Futebol Júnior: 1990
- Copa Rio: 1991
- Taça Rio: 1991
- Staatsmeisterschaft von Rio de Janeiro: 1991
- Campeonato Brasileiro de Futebol: 1992
- Taça Guanabara: 1995

Cruzeiro
- Copa do Brasil: 1996
- Staatsmeisterschaft von Minas Gerais: 1996, 1997
- Copa Libertadores: 1997

Grêmio
- Staatsmeisterschaft von Rio Grande do Sul: 1999
- Copa Sul: 1999

Fluminense
- Staatsmeisterschaft von Rio de Janeiro: 2002